# Yves-Dominique Collin
Yves-Dominique Collin, parfois dit Dominique Collin fils, né à Nancy le 8 février 1753 et mort à Nancy le 21 août 1792, est un graveur et peintre de miniatures lorrain.

## Biographie
Yves-Dominique est né à Nancy le 8 février 1753 et mort à Nancy le 21 août 1792. Il est le fils de Dominique Collin, lui-même graveur et de Marguerite-Françoise Hutet, fille de Yves Hutet, marchand et maître des orfèvres de la ville de Nancy.

### Formation et carrière
Il grandit et est formé à Nancy dans l'atelier-boutique de son père, graveur du roi Stanislas, dont la personnalité le marque fortement. Celui-ci est situé au 40, Rue des Dominicains. Il lui enseigne la technique de la gravure en taille-douce, dans laquelle il semble témoigner d'un talent précoce. Ses premières gravures sont datées de 1765. Certaines sources mentionnent un possible apprentissage dans l'atelier de Jean-Baptiste Claudot, peintre en miniature nancéien, comme le montre la proximité entre ses paysages peints et ceux gravés par Yves-Dominique Collin,. Il aurait appris la technique picturale autour de 1771, chez le peintre Jean Girardet, actif à Nancy et qui possédait un grand atelier de peinture à Lunéville. Il maîtrise ainsi l'aquarelle et le lavis. Dès 1774, il commence à signer ses oeuvres avec la mention "peintre".
Il aurait réalisé donc plusieurs séjours à Paris pour compléter sa formation, comme en témoigne une oeuvre datée de de 1774 qui porte la mention «dessiné à Paris». Vers 1775, il aurait reçu un enseignement plus poussé dans la capitale, dans l'atelier de Jean-Baptiste Weyler, miniaturiste sur émaux originaire de Strasbourg, reçu à l'Académie en 1775 et actif à Paris à partir de cette date. La qualité exceptionnelle de certaines miniatures de Yves-Dominique Collin rappelle en effet les productions de cet artiste.
Il est connu pour avoir réalisé quelques vues de Nancy dans la suite de son père, ainsi que des portraits et des miniatures. A la mort de Stanislas en 1766, les commandes officielles se font plus rares, Yves-Dominique Collin accepte donc des commandes plus variées, telles que des ex-libris, des adresses historiées ou des vignettes publicitaires. En 1782, il grave une partie du plan de la ville de Lyon.

### Fin de vie
En 1781, à la mort de son père, Yves-Dominique Collin fait face à des problèmes financiers. Il est contraint d'accepter des commandes variées et fait face à une première créance dès 1783. En 1786, il hypothèque l'immeuble paternel du 40 rue des Dominicains. L'immeuble est racheté par son cousin Joseph-Nicolas Toussaint le 1er août 1787, qui lui octroie un appartement ainsi qu'une rente annuelle durant dix ans.
Les dernières années de la vie d'Yves-Dominique Collin sont mal connues. En 1790, il réalise un plan topographique peut-être à des fins militaires, ce qui pourrait être le témoin d'un éventuel engagement dans le conflit révolutionnaire. Il meurt en 1792 à Nancy après un dernier séjour parisien.
Plusieurs sources placent l'année de sa mort en 1815, son acte de décès étant resté introuvable. De plus, l'église Saint-Roch a dû fermer ses portes entre 1790 et 1792. 

## Œuvre
L'œuvre d'Yves-Dominique Collin semble moins connue et moins étudiée que celle de Dominique Collin. Ayant eu une carrière courte, il a souvent été laissé de côté par les historiens ayant étudié le duché de Lorraine au XVIIIe siècle. Toutefois, plusieurs auteurs s'entendent à dire que ses œuvres témoignent d'un talent exceptionnel, peut-être plus grand que celui de son père, comme le déclare Antoine de Mahuet :
« Mort jeune, l'œuvre de cet artiste n'est pas considérable, mais il eût surpassé son père, dit Lionnois, s'il eût vécu.»
Peu de gravures et de miniatures de Yves-Dominique Collin sont aujourd'hui connues et conservées, dont des portraits, quelques vues de Nancy, des adresses historiées ou des vignettes publicitaires. Plusieurs ont été mentionnées ou décrites par Jean-Nicolas Beaupré, ce dernier en cite cinquante-trois, et par Christian Pfister,,. Lucien Wiener, conservateur du Musée lorrain de Nancy, consacre à Yves-Dominique Collin une notice en 1885. Il est également mentionné chez Durival comme un « très bon peintre en miniatures ».

Yves-Dominique Collin privilégie toujours les petits formats pour ses miniatures et ses gravures. Il adopte toujours un grand sens du détail, un goût pour l'ornement et des compositions très équilibrées. Son style se place à cheval entre la fantaisie d'Antoine Watteau et de Jean-Honoré Fragonard, et une très grande stabilité, faisant ainsi la transition entre le début et la fin du XVIIIe siècle :
«Composition harmonieuse et sens de l'équilibre sont deux autres caractéristiques du style de Collin qui apparaissent essentiellement dans les vignettes et les adresses historiées. L'ornement occupe une place importante dans les dessins et les gravures de l'artiste, où le graveur parvient à concilier la fantaisie du style Louis XV à l'équilibre et la symétrie du style Louis XVI sans toutefois en adopter la rigidité [...].»
À la fin de sa carrière, Yves-Dominique Collin semble préférer un style plus libre, un traitement plus raide et une touche nerveuse.
Sur ses estampes publicitaires, Yves-Dominique Collin signe en tant que « Collin Graveur en Taille Douce à Nancy » ainsi qu'en tant que « Collin Peintre en Miniature à Nancy ».

### Œuvre peint

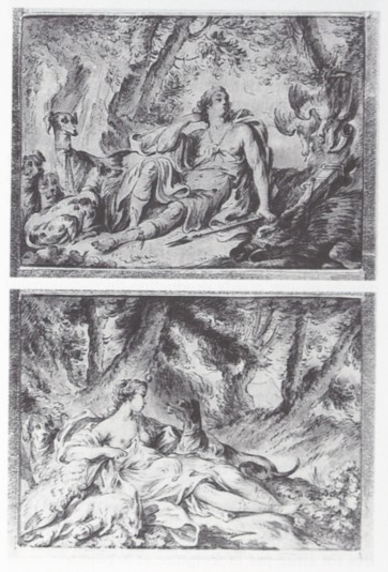
Le berger Endymion et la déesse Diane.

Deux peintures d'Yves-Dominique Collin sont mentionnées dans un article de Karine Valantin-Lebrun : 
- Le berger Endymion et la déesse Diane, datée de 1771 et réalisée au lavis de bistre ;
- Scène de sacrifice, datée de 1774 et réalisée au lavis de bistre.

Ces deux œuvres, peu documentées, témoignent de la maîtrise de l'aquarelle et du pinceau d'Yves-Dominique Collin. Elles ont possiblement été réalisées après l'apprentissage dans l'atelier de Jean Girardet.

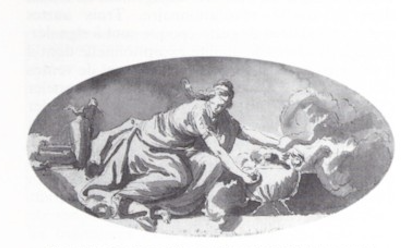
Scène de sacrifice antique

Beaupré mentionne aussi un Paysage maritime représentant un golfe sur les côtes d'Italie signé « J. Vernet p. » et « Gravé par Y.-D. Collin fils », portant le chiffre « M. F. » ainsi que l'inscription « Deuxième vue d'Italie, dédiée à M. l'abbé Febvé, chanoine de Vaudémont, par son très humble et très obéissant serviteur Collin fils ».

#### Portraits

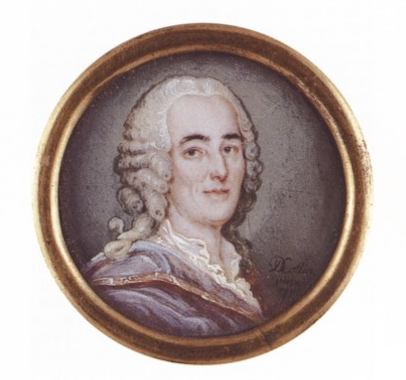
Portrait de Nicolas Durival

Plusieurs portraits réalisés par Yves-Dominique Collin ont été décrits et sont parvenus jusqu'à nous. Lucien Wiener cite entre autres un portrait de Nicolas Durival, homme politique majeur de la vie nancéienne de la seconde moitié du XVIIIe siècle, et rédacteur de la Description de la Lorraine et du Barrois. Il y mentionne la livraison par Collin de son portrait en miniature le 6 mai 1766 et le décrit comme un « très bon peintre de miniatures ».

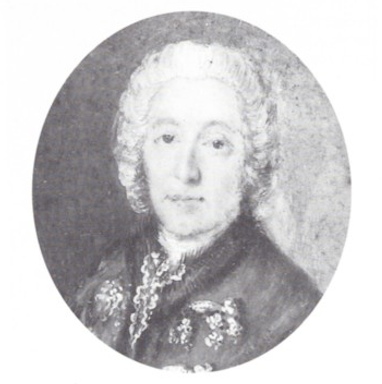
Portrait de François Antoine Devaux

Le style propre à Yves-Dominique Collin, caractérisé par des coloris brillants, un dessin et un modelé du visage précis ainsi qu'une capacité à fixer les traits des modèles, souvent sévères, et avec psychologie, a permis de rapprocher un autre portrait de celui de Nicolas Durival : celui de François-Antoine Devaux, lecteur de Stanislas et intellectuel de la cour lorraine.

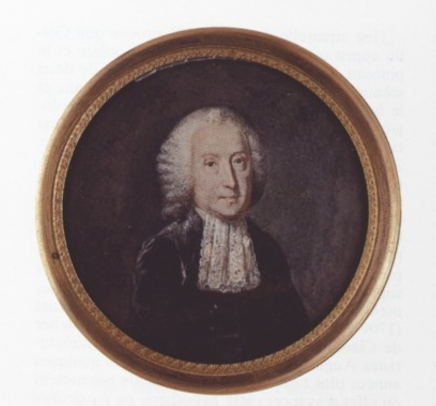
Portrait de Esprit-Claude-Pierre de Sivry

Il a également réalisé deux portraits d'Esprit-Claude-Pierre de Sivry, parlementaire de la vie de Nancy. L'attribution à Yves-Dominique Collin a également été proposée par parenté stylistique avec le portrait de Nicolas Durival.
Un autre portrait, représentant une jeune femme portant une robe rayée, est mentionné par Karine Valantin-Lebrun. Il pourrait s'agir d'un portrait daté vers 1790 mentionné par François Pupil et passé en vente à Londres chez Sotheby's en 1988.

### Œuvre gravé

#### Planches d'illustration
Les premières œuvres d'Yves-Dominique Collin sont datées de 1765, lorsqu'il achève sa formation dans l'atelier de son père. Il est rapidement remarqué par les clients de Dominique Collin et reçoit plusieurs commandes de planches illustrées pour des ouvrages.
En 1766, le botaniste Pierre-Joseph Buch'oz lui commande une planche pour son Traité historique des plantes qui croissent dans la Lorraine et dans les Trois-Évêchés, auquel participent également Dominique Collin et Claude-François Nicole.
En 1768, Jean Joseph Lionnois, abbé nancéien, lui commande des gravures d'illustration pour son Traité de mythologie.
Il grave également un frontispice pour la réédition de Joannis Meursii Elegentiae latini Sermonis, ouvrage érotique écrit par Nicolas Chorier. Deux volumes sont réimprimés en 1770 chez Hyacinthe Leclerc, aux frais des Académiciens de la Ville Neuve. Il illustre également, en 1776, le Traité de la Vigne de Claude Durival, économiste et frère de Nicolas Durival, puis quelques dessins pour le Journal Littéraire de Nancy autour de 1780. Plusieurs vignettes sont décrites par Beaupré, il mentionne :  
- Un bouquet de roses
- Le Chiffonnier

Ces deux vignettes sont datées de 1783. L'absence de signature rend toutefois l'attribution à Collin fils incertaine.

#### Vues de la ville de Nancy

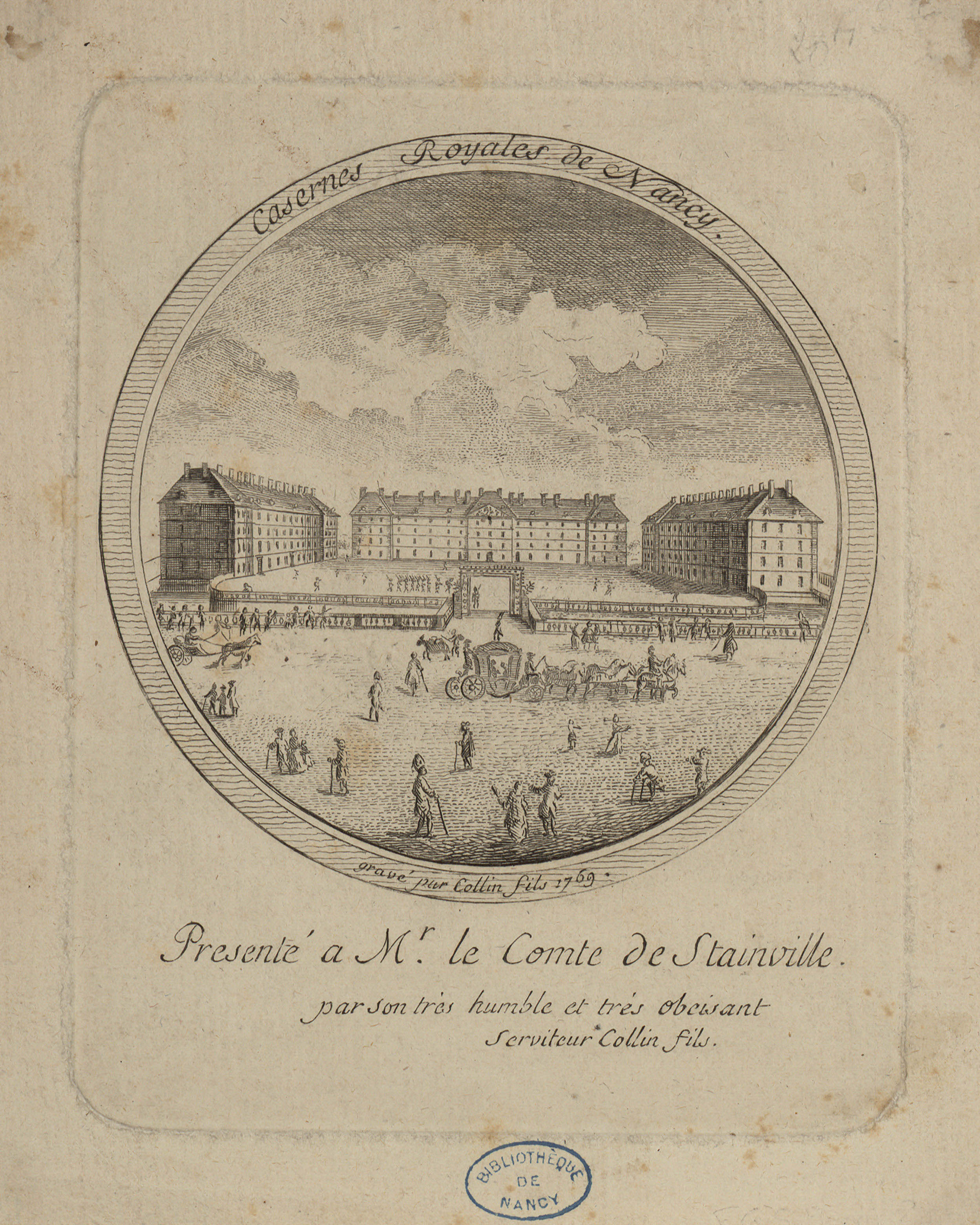
Gravure de la caserne Sainte-Catherine (ou caserne Thiry).

Quelques vues de Nancy d'Yves-Dominique Collin sont aujourd'hui connues et conservées. Il s'agit de gravures ou de miniatures.
En 1769, il est chargé, peut-être par le comte Étienne-François de Choiseul-Beaupré-Stainville, de graver les casernes Sainte-Catherine (ou caserne Thiry), situées dans le Quartier Royal de Nancy. Alors que son père avait gravé les casernes au début des travaux, Yves-Dominique Collin les présente dans leur état final. Cette gravure, en forme de médaillon ovale permet notamment de connaître l'état de ces casernes avant 1851, date où elles ont été remaniées. On peut notamment y voir les trois corps de logis et le fossé des casernes, avec l'accès se faisant par un pont et une porte en fer forgé détruits par la suite.
Il représente aussi La petite foire de Saint-Jean, également connue sous le nom de Foire aux cerises, dédiée au commandant Desbarres,. Sur ces gravures, il s'attache à reproduire la Commanderie Saint-Jean du Vieil-Aître dans une mise en scène présentant la silhouette de la tour, un colombier carré avec des pigeons qui volent, une allée de tilleuls entre ces deux monuments ainsi que les éléments de la foire : des baraques de marchands dans l'allée, des carrosses et des hommes à cheval sur les chemins, et des tentes pour vendre des boissons. Cette foire était un attrait de la ville à l'époque. Elle est connue en grande partie grâce aux témoignages contemporains, dont ces gravures, puisqu'elle n'a pas perduré dans le temps.
Il réalise une gravure représentant un incendie survenu sur la Place d'Alliance de Nancy en 1782. Elle est intitulée Incendie de l'hôtel de M. Le Marquis d'Alsace la nuit du 17 au 18 octobre 1782. Dans la soirée du 17 octobre 1782, un incendie se déclare dans l'hôtel d'Alsace, construit par Emmanuel Héré et appartenant au marquis Jean-François-Joseph d'Alsace de Hénin-Liétard,. L’incendie gagne bientôt la totalité de la partie centrale du bâtiment. Le père de l’artiste, Dominique Collin, avait lui aussi réalisé une vue de la place d’Alliance quelques années plus tôt. Bien loin de la vue dégagée de la place qu’offrait la gravure de son père, Yves-Dominique Collin représente la foule accablée et les travailleurs s’efforçant d’éteindre les flammes qui se détachent dans la nuit obscure. La fontaine de Paul-Louis Cyflée, représentant les fleuves, occupe une place centrale dans la composition, créant au premier plan un contre-jour, avec la silhouette dominante de la renommée se détachant face aux flammes.

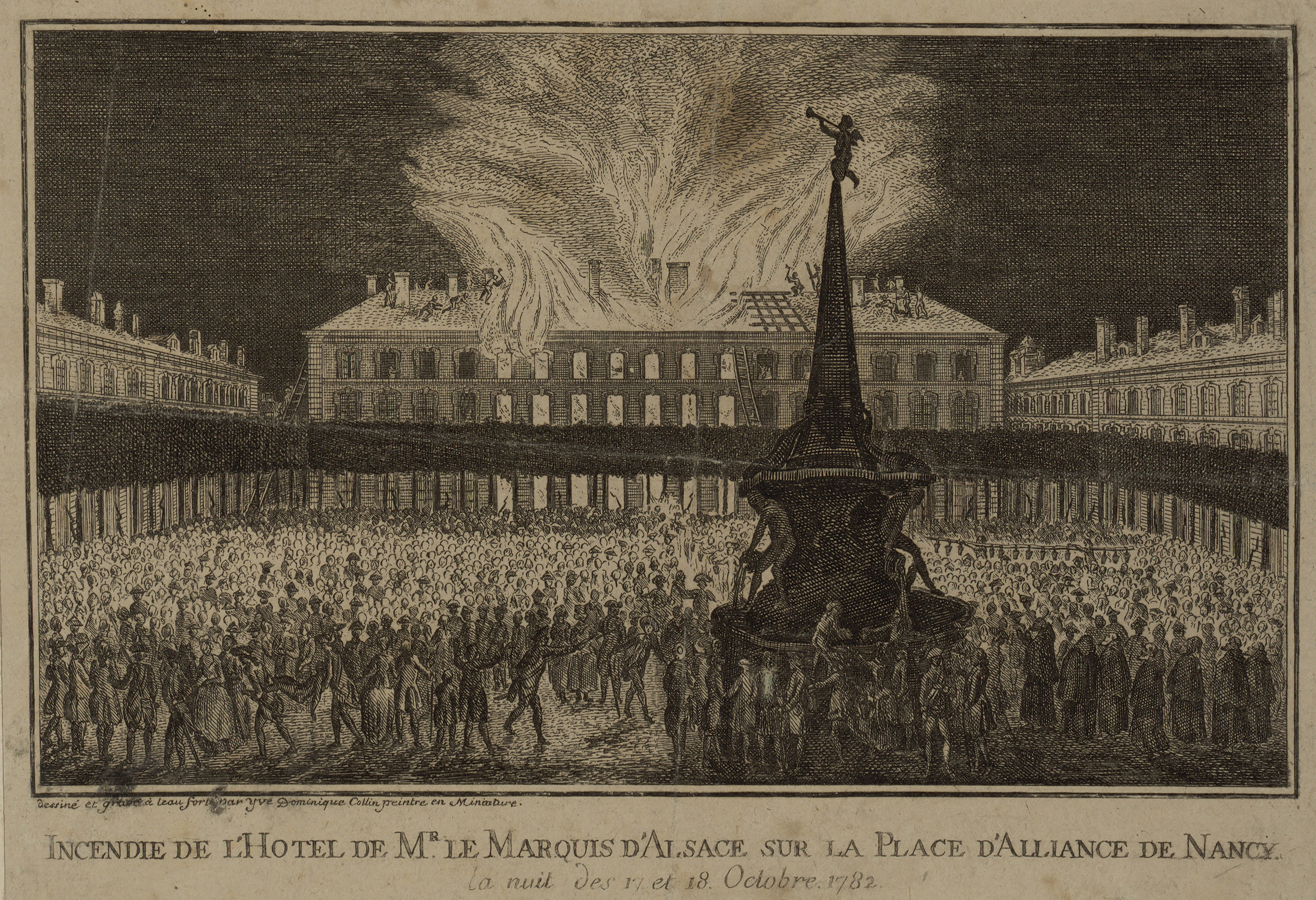
Gravure à l'eau forte représentant l'incendie de l'hôtel du Marquis d'Alsace sur la place d'Alliance, 1782.

#### Vignettes, armes, adresses, ex-libris
À partir des années 1780, Yves-Dominique Collin rencontre des problèmes financiers et accepte donc tout type de commandes, notamment des vignettes publicitaires.

Lucien Wiener mentionne une production de quelques miniatures pour des tabatières. Antoine de Mahuet parle des cartes-adresses qu'il réalise à cette période :
« Mentionnons aussi [...] : les jolies adresses qu'il grava pour Krantz, maître ferblantier, Seguin, marchand bijoutier, Beuse, peintre de paysages, d'Orsay, les siennes sur l'une desquelles il se qualifie de peintre en miniature [...].»

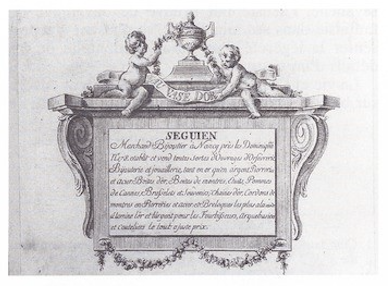
Affiche publicitaire du bijoutier nancéien Seguien

Une liste et des descriptions complémentaires nous sont données par Jean-Nicolas Beaupré, retranscrite dans l'article d'Antoine de Mahuet :
« Signalons aussi la jolie adresse de Jonveaux, marchand miroitier du Roy, place Royale, Nancy [...].»
Nous avons également connaissance de la réalisation d'une vignette publicitaire réalisée pour un marchand nancéien ainsi qu'un dessin préparatoire en vue de l'adresse d'un fournisseur de Nancy.

Le même article mentionne :
« Les armoiries du duc du Châtelet, placées au commencement de la thèse de médecine de Louis Valentin de Châlons, gravure signée : « Collin à Nancy, 1787 »
Enfin, Jean-Nicolas Beaupré décrit une :
« Charmante vignette : deux écus ovales accolés ; le premier : d'azur à un cerf élancé ; le deuxième : de gueules au bélier naissant tenant entre ses dents un rameau. Manteau, couronne de prince, accostée d'une épée et d'une crosse, à gauche la signature : « Y.-D. Collin f..., 1871 »
L'adresse gravée pour Yves-Dominique Collin lui-même est également connue, et inscrite «vis à vis des Dominiquains à Nancy N°96 » :  

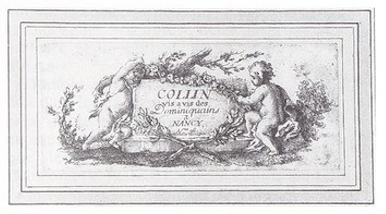
Vignette adresse du graveur-peintre en miniatures Yves-Dominique Collin

Comme Dominique Collin, Yves-Dominique a réalisé quelques ex-libris ; deux états sont par exemple connus pour l'ex-libris Haubert.

## Postérité
Plusieurs historiens s'entendent à dire que le style d'Yves-Dominique Collin se retrouve dans plusieurs gravures anonymes postérieures à sa mort.
Certaines gravures de Jean-Baptiste Isabey laissent aussi penser qu'il aurait visité l'atelier d'Yves-Dominique Collin. Cette parenté pourrait aussi être le fruit d'une formation commune dans l'atelier de Jean-Baptiste Claudot.